# Гупер-Бей (Аляска)
Гупер-Бей (англ. Hooper Bay) — місто (англ. city) в США, в окрузі Кусілвак штату Аляска. Населення — 1375 осіб (2020).

## Географія
Гупер-Бей розташований за координатами 61°32′8″ пн. ш. 166°7′18″ зх. д. / 61.53556° пн. ш. 166.12167° зх. д. (61.535469, -166.121735).  За даними Бюро перепису населення США в 2010 році місто мало площу 22,13 км², з яких 21,29 км² — суходіл та 0,84 км² — водойми. В 2017 році площа становила 19,50 км², з яких 19,42 км² — суходіл та 0,08 км² — водойми.

### Клімат
Місто знаходиться у зоні, котра характеризується континентальним субарктичним кліматом. Найтепліший місяць — липень із середньою температурою 9,5 °C (49.1 °F). Найхолодніший місяць — лютий, із середньою температурою -12.3 °С (9.8 °F).
| Клімат Гупер-Бея        | Клімат Гупер-Бея | Клімат Гупер-Бея | Клімат Гупер-Бея | Клімат Гупер-Бея | Клімат Гупер-Бея | Клімат Гупер-Бея | Клімат Гупер-Бея | Клімат Гупер-Бея | Клімат Гупер-Бея | Клімат Гупер-Бея | Клімат Гупер-Бея | Клімат Гупер-Бея | Клімат Гупер-Бея |
| Показник                | Січ.             | Лют.             | Бер.             | Квіт.            | Трав.            | Черв.            | Лип.             | Серп.            | Вер.             | Жовт.            | Лист.            | Груд.            | Рік              |
| Абсолютний максимум, °C | 9,4              | 8,9              | 7,8              | 15,6             | 21,7             | 22,2             | 26,1             | 22,8             | 17,2             | 15,6             | 7,2              | 8,9              | 26,1             |
| Середній максимум, °C   | −7,6             | −9,5             | −6,5             | −3,4             | 4,1              | 9,1              | 11,7             | 11,3             | 8,2              | 1,3              | −2,8             | −7,7             | 0,7              |
| Середня температура, °C | −10,4            | −12,3            | −9,5             | −6,1             | 1,7              | 6,6              | 9,5              | 9,4              | 6,4              | −0,4             | −5               | −10,3            | −1,7             |
| Середній мінімум, °C    | −13,2            | −15,2            | −12,5            | −8,8             | −0,7             | 4                | 7,3              | 7,6              | 4,6              | −2,1             | −7,2             | −12,9            | −4,1             |
| Абсолютний мінімум, °C  | −30,6            | −32,2            | −24,4            | −16,1            | −3,9             | −0,6             | 0,6              | −5               | −15,6            | −21,7            | −26,1            | −30,6            | −32,2            |
| Норма опадів, мм        | 29               | 25               | 32               | 24               | 34               | 56               | 74               | 128              | 117              | 60               | 39               | 30               | 647              |
| Днів з опадами          | 10               | 7                | 10               | 11               | 11               | 12               | 15               | 20               | 18               | 17               | 14               | 10               | 155              |
| Вологість повітря, %    | 73.2             | 77.3             | 76.1             | 79.3             | 81.1             | 78.1             | 81.3             | 81.7             | 79               | 77.4             | 76.2             | 75.7             | 77.9             |
| ----------------------- | ---------------- | ---------------- | ---------------- | ---------------- | ---------------- | ---------------- | ---------------- | ---------------- | ---------------- | ---------------- | ---------------- | ---------------- | ---------------- |
| Джерело: Weatherbase    |                  |                  |                  |                  |                  |                  |                  |                  |                  |                  |                  |                  |                  |

## Демографія
Згідно з переписом 2010 року, у місті мешкали 1093 особи в 256 домогосподарствах у складі 212 родин. Густота населення становила 49 осіб/км².  Було 283 помешкання (13/км²).
Расовий склад населення:
| - 94,6 % — корінних американців - 1,9 % — білих |

До двох чи більше рас належало 3,4 %. Частка іспаномовних становила 0,0 % від усіх жителів.
За віковим діапазоном населення розподілялося таким чином: 40,3 % — особи молодші 18 років, 54,6 % — особи у віці 18—64 років, 5,1 % — особи у віці 65 років та старші. Медіана віку мешканця становила 22,1 року. На 100 осіб жіночої статі у місті припадало 106,2 чоловіків;  на 100 жінок у віці від 18 років та старших — 109,3 чоловіків також старших 18 років.
Середній дохід на одне домашнє господарство  становив 40 144 долари США (медіана — 35 938), а середній дохід на одну сім'ю — 42 129 доларів (медіана — 38 750). Медіана доходів становила 34 107 доларів для чоловіків та 34 375 доларів для жінок. За межею бідності перебувало 40,9 % осіб, у тому числі 43,6 % дітей у віці до 18 років та 17,5 % осіб у віці 65 років та старших.
Цивільне працевлаштоване населення становило 226 осіб. Основні галузі зайнятості: освіта, охорона здоров'я та соціальна допомога — 32,7 %, публічна адміністрація — 23,0 %, транспорт — 11,1 %, роздрібна торгівля — 9,3 %.